# Emily Seibold
Emily Seibold (* 1. Januar 2000) ist eine deutsche Tennisspielerin.

## Karriere
Seibold begann mit sechs Jahren das Tennisspielen. Sie spielt auf der ITF Women’s World Tennis Tour, wo sie bislang drei Titel im Einzel und vier im Doppel gewinnen konnte.
2014 erhielt sie zusammen mit ihrer Partnerin Anastasia Grymalska eine Wildcard für das Hauptfeld des Damendoppels der Internationalen Württembergischen Damen-Tennis-Meisterschaften um den Stuttgarter Stadtpokal, wo sie aber nicht antraten.
2016 erhielt sie sowohl für das Hauptfeld des Dameneinzels als auch mit Partnerin Justine Ozga für das Hauptfeld im Damendoppel der Internationalen Württembergischen Damen-Tennis-Meisterschaften um den Stuttgarter Stadtpokal eine Wildcard, verlor aber in beiden Wettbewerben bereits in der ersten Runde. Bei den Deutschen Jugendmeisterschaften in Ludwigshafen gewann Seibold den Titel der U16 im Doppel. Im November erreichte sie beim ITF-Turnier in Iraklio das Halbfinale, wo sie der späteren Siegerin Raluca Șerban in zwei Sätzen unterlag.
2017 erhielt sie abermals eine Wildcard für das Hauptfeld im Dameneinzel der Internationale Württembergische Damen-Tennis-Meisterschaften um den Stuttgarter Stadtpokal 2017, wo Seibold wieder in der ersten Runde scheiterte. Auch im Doppel mit Partnerin Alena Fomina-Klotz war nach dem Erstrundenspiel Schluss. Für das Hauptfeld im Dameneinzel des BMW AHG Cup erhielt sie auch eine Wildcard, konnte diese aber ebenfalls nicht nutzen und verlor ihre Erstrundenbegegnung gegen Misa Eguchi mit 1:6, 6:4 und 4:6. Auch bei den Knoll Open 2017 konnte Seibold ihre beiden Wildcards nicht nutzen und verlor sowohl im Dameneinzel als auch im Damendoppel an der Seite von Carmen Schultheiss in der ersten Runde. Dagegen erreichte sie beim ITF-Turnier in Las Palmas nach zwei glatten Siegen das Hauptfeld und verlor hier im Viertelfinale der späteren Finalistin Gaia Sanesi.
Bei den Nationalen Deutschen Hallen-Tennismeisterschaften 2018 erreichte Seibold als Qualifikantin das Achtelfinale des Hauptfelds, wo sie dann Katharina Hobgarski mit 3:6, 6:3 und 4:6 unterlag.
Bei den Internationalen Württembergischen Damen-Tennis-Meisterschaften um den Stuttgarter Stadtpokal 2019 erreichte Seibold im Dameneinzel das Achtel- und im Damendoppel das Viertelfinale.
2020 erreichte sie das Viertelfinale bei den Nationalen Deutschen Hallen-Tennismeisterschaften. 2021 konnte Seibold zusammen mit ihrer Partnerin Oana Gavrilă den ersten ITF-Titel im Doppel gewinnen.
2022 gewann sie im Februar ihren ersten Einzeltitel bei einem ITF-Turnier in Indien. Bei der Swiss Tennis International Tour 2022 erreichte sie sowohl im Einzel als auch im Doppel das Viertelfinale. Bei den Internationalen Württembergische Damen-Tennis-Meisterschaften um den Stuttgarter Stadtpokal 2022 gewann sie zusammen mit Ángela Fita Boluda den Titel im Damendoppel. Bei den Verbier Open verlor sie zusammen mit Tess Sugnaux bereits in der ersten Runde des Damendoppels. Im Juli und November des Jahres gewann Seibold dann ihren jeweils zweiten ITF-Titel in Einzel und Doppel.
In der deutschen Tennis-Bundesliga trat sie 2017 und 2018 für den TC Blau-Weiß Vaihingen-Rohr an, mit dem sie 2021 in die 1. Liga aufstieg.

## Turniersiege

### Einzel
| Nr. | Datum             | Turnier    | Kategorie | Belag | Finalgegnerin   | Ergebnis |
| --- | ----------------- | ---------- | --------- | ----- | --------------- | -------- |
| 1.  | 27. Februar 2022  | Ahmedabad  | ITF W15   | Sand  | Zeel Desai      | 6:2, 6:1 |
| 2.  | 20. November 2022 | Nairobi    | ITF W15   | Sand  | Angella Okutoyi | 6:3, 6:2 |
| 3.  | 8. Juni 2025      | Banja Luka | ITF W15   | Sand  | Suana Tucaković | 6:3, 6:1 |

### Doppel
| Nr. | Datum            | Turnier    | Kategorie | Belag         | Partnerin          | Finalgegnerinnen                    | Ergebnis  |
| --- | ---------------- | ---------- | --------- | ------------- | ------------------ | ----------------------------------- | --------- |
| 1.  | 16. Oktober 2021 | Sozopol    | ITF W15   | Hartplatz     | Oana Gavrilă       | Nastja Kolar Ani Wangelowa          | 6:0, 6:2  |
| 2.  | 2. Juli 2022     | Vaihingen  | ITF W25   | Sand          | Ángela Fita Boluda | Weronika Falkowska Anna Sisková     | 6:4, 7:65 |
| 3.  | 8. Juli 2023     | Punta Cana | ITF W25   | Sand          | Emma Léné          | Carolyn Ansari Adeline Flach        | 6:1, 6:2  |
| 4.  | 22. Februar 2025 | Bukarest   | ITF W15   | Hartplatz (i) | Adrienn Nagy       | Katarína Strešnáková Marine Szostak | 7:65, 6:1 |

## Weltranglistenpositionen am Saisonende
| Jahr   | 2016 | 2017 | 2018 | 2019 | 2020 | 2021 | 2022 | 2023 | 2024 |
| ------ | ---- | ---- | ---- | ---- | ---- | ---- | ---- | ---- | ---- |
| Einzel | 1253 | 952  | 1199 | 917  | 1047 | 795  | 515  | 605  | 655  |
| Doppel | —    | 1245 | —    | 836  | 757  | 556  | 438  | 466  | 878  |